# Důl Jan SDF (Slezská Ostrava)
Důl Jan SDF (Slezská Ostrava) byl černouhelný hlubinný důl v Polské (Slezské) Ostravě v jihozápadní části dobývacího pole dolu Michal. Byl součástí dolů Severní dráhy Ferdinandovy.

## Historie
Zakladatelem dolu byla Severní dráha císaře Ferdinanda. Název dolu byl údajně zvolen podle křestního jména ředitele SDF Johanna Fillungera.
SDF východně od hranic dobývacího pole hr. Wilczka a jihozápadně od rohu důlního pole dolu Michael v Polské (Slezské) Ostravě v nepropůjčeném důlním poli založila v roce 1869 kutací jámu. Její místo bylo velmi výhodné, nacházela se východně v těsné blízkosti Báňské dráhy. Po překonání 80 m pokryvného útvaru bylo dosaženo produktivního karbonu a v hloubce 130 m byla nalezena uhelná sloj Aloisie. V roce 1896, doložením objevené sloje, SDF mohla žádat Báňské hejtmanství o udělení propůjčky na 3 důlní míry včetně tzv. přebytku. Důlní míry č. 37 až 39 byly uděleny výměrem čj. 2071/70 ze dne 18. ledna 1870. Udělením propůjček kutací jáma byla přestavěna na jámu těžní. V tomtéž roce bylo zahájeno hloubení jámy Jan větrní, která se nacházela ve vzdálenosti 26 m severovýchodně od jámy těžní.
V době výstavby těžní jámy Josef byl  proražen překop v hloubce 124 m (tj. v úrovni 1. patra  jámy Josef) jižním směrem na jámu Jan. V roce 1898 byla převedena těžba dolu Jan na výkonnější důl Josef. Důl Jan se stal dolem pomocným pro důl Josef. Důl Josef, po ukončení rekonstrukce  a centralizace těžby na důl Michael, se stává jeho pomocným dolem od roku 1916. V roce 1932 byla ukončena těžba na dole Josef a důl Jan se stává v roce 1933 pomocným dolem dolu Michal. Jáma Jan do roku 1941 sloužila jako pomocná těžní a jáma vtažná, pak byla přebudována na jámu větrní.

### Současný stav
Jáma Jan větrní ukončila činnost v roce 1922, kdy byla zlikvidována. Těžní jáma Jan sloužila, po přestavbě v roce 1941, jako větrní až do roku 1975, kdy byla zlikvidována zasypáním.

## Strojní a technické zařízení
V roce 1870 byla těžní jáma Jan vybavena dvouválcovým ležatým parním těžním strojem o výkonu 130 HP. Těžní stroj byl vyroben ve Strojírnách hr. Salmy v Blansku v roce 1874. Byl nepřetržitě v provozu až do 50. let 20. století, kdy byl poháněn stlačeným vzduchem. Bubny těžního stroje měly průměr 4 425 mm a šířku 948 mm, lano mělo průměr 34,5 mm, 2 těžní klece se 2 etážemi po 2 vozíky vedle sebe nebo 12 osob na etáž. Rychlost jízdy 5 m/s pro mužstvo a 12 m/s pro těžbu. Výška těžní věže od ohlubně po střed lanovnic 17,0 m, průměr lanovnic 3 700 mm. Těžní věž byla příhradová vyrobená ve Strojírnách hr. Salmy v Blansku.
Po přestavění jámy na větrní v roce 1941 byl na ní přemístěn ventilátor z dolu Josef, systém Dinnendahl s výkonem 121 kW z roku 1914, motor Siemens-Schuckert.
Jáma Jan větrní byla vybavena ventilátorem soustavy Rittinger s výkonem 900 m3/min. a přímo účinným parním tahadlovým čerpadlem o výkonu 150 HP. V roce 1898 byla vybavená ventilátorem soustavy Guibal o výkonu 3900 m3/min. Starší ventilátor byl záložním. Po roce 1916 byla důlní voda čerpána centrálně důlními čerpadly na dole Michal.
Výrobu stlačeného vzduchu pro důl zabezpečoval parní pístový kompresor z roku 1902 vyrobený firmou Bromovský & Schulz, Praha. Výkon parního stroje byl 238 HP, výkon kompresoru 2 160 m3/ hod. V roce 1928 parní kompresor už nebyl v činnosti, pro těžní stroj byl přiveden stlačený vzduch z kompresorovny dolu Michal.

## Těžba uhlí
Těžní jáma v roce 1898 měla hloubku 315 m s 5 patry. Konečná hloubka byla 482,9 m s 8 patry.
Jáma Jan větrní byla prohloubena do hloubky 376,0 m a měla 6 pater.
Dobývaly se sloje jakloveckých vrstev ostravského souvrství. Uhlí bylo těženo ve slojích průměrné mocnosti 50–200 cm, metodou piliřování a stěnování se zakládkou nebo na zával.

## Údaje o dole Jan SDF
Údaje dle
| Název      | Druh jámy            | Založení | hloubka jámy [m] | těžba     | vytěženo                 | likvidace | dobývací pole [ha] | poznámka         |
| ---------- | -------------------- | -------- | ---------------- | --------- | ------------------------ | --------- | ------------------ | ---------------- |
| Jan těžní  | kutací/těžní, větrní | 1869     | 482,9            | 1877–1914 | vykazována s dolem Josef | 1975      | 15                 | 2 jámy, 11 pater |
| Jan větrní | větrní a vodní       | 1870     | 376,0            | 1877–1914 | vykazována s dolem Josef | 1922      | 15                 | 2 jámy, 11 pater |

### Ubytování
Pro ubytování havířů dolu Jan byla postavena Jánská kolonie se 14 přízemními domy na hranici katastrálního území Polské (Slezské) Ostravy a Michálkovic. Kolonií procházejí ulice Dianina, Justina a Deputátní. Začátek výstavby byl v roce 1895, ukončení výstavby 1899. Vlivem poddolování docházelo k postupné likvidaci domů, zachováno je 10 přízemních domů.